# Du lịch Singapore

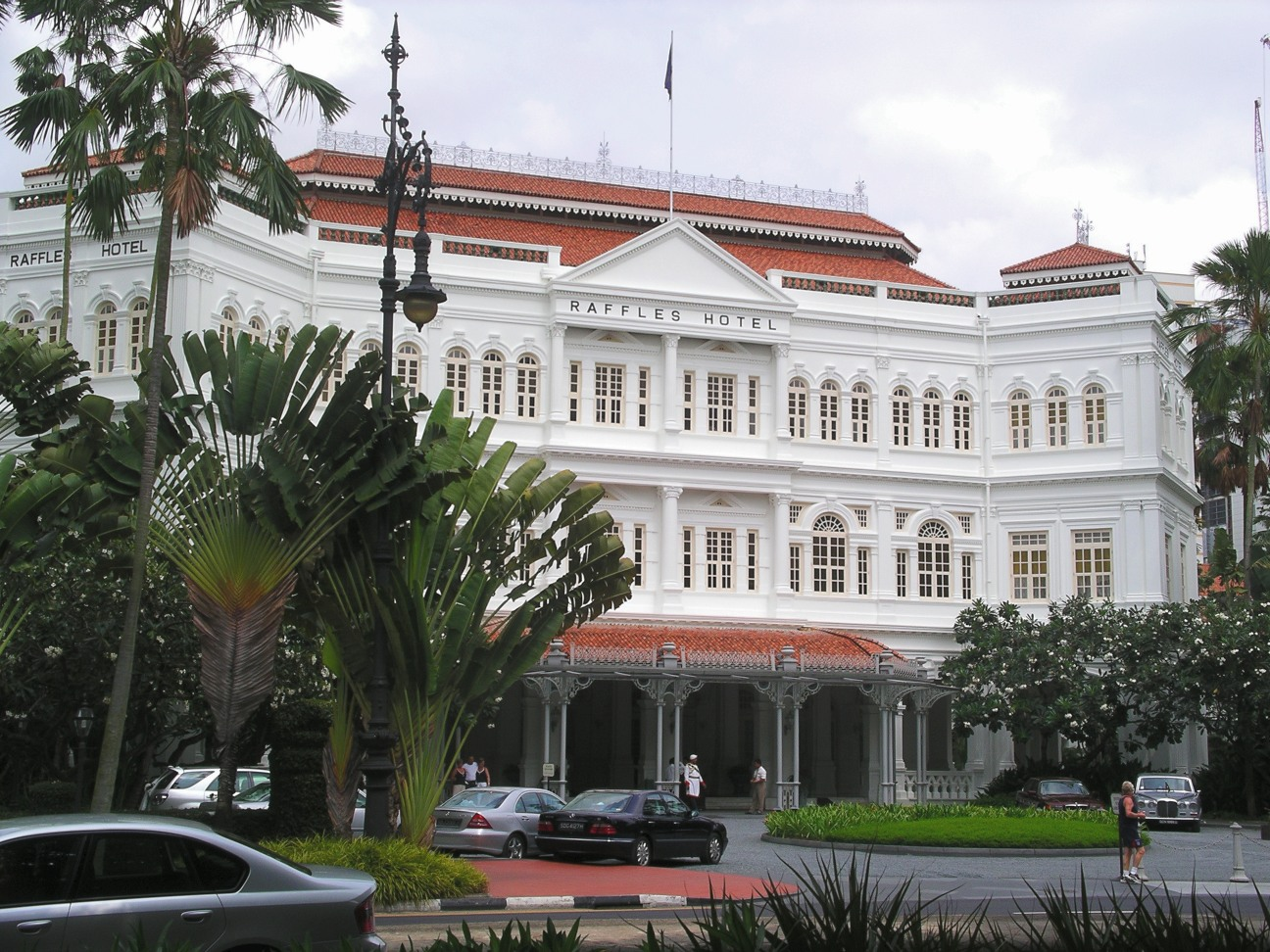
Khách sạn Raffles ở Singapore. Chụp bằng máy ảnh kỹ thuật số Pentax Optio 555 (1/259s @ f5.6).

Du lịch Singapore là một trong những ngành quan trọng của kinh tế Singapore. Du lịch Singapore phát triển nhờ vào yếu tố đa dạng văn hóa do Singapore là nơi sinh sống của các cộng đồng dân cư người Hoa, người Mã Lai, người Ấn Độ và người Ả Rập. Ngành du lịch quốc gia này cũng phát triển dựa vào môi trường xanh và sạch.
Trong năm 2006, số lượng khách du lịch đến thăm Singapore đã đạt một số kỷ lục 9.700.000 lượt so với 8.900.000 lượt trong năm 2005.
Ngành du lịch đảo quốc này đã đạt mức doanh thu 12,4 tỷ đô la Singapore so với mức doanh thu 10,8 tỷ đô la Singapore năm 2005. Số ngày lưu trú trung bình đạt 4,2 ngày vào năm 2006. Khách du lịch chủ yếu đến từ Indonesia với hơn 1.800.000 lượt du khách trong năm 2006, tiếp theo là Trung Quốc với 1,0 triệu, khách du lịch Malaysia với 996.000 lượt.
Trong năm 2007, quốc gia này đã thu hút được 10.300.000 lượt khách.
Theo kế hoạch, đến năm 2015, đảo quốc này sẽ thu hút được 17 triệu lượt khách, doanh thu 30 tỷ đô la Singapore.
| Năm  | Số khách đến | % thay đổi so với giai đoạn trước |
| ---- | ------------ | --------------------------------- |
| 1965 | 99.000       |                                   |
| 1970 | 579.000      | 488,1%                            |
| 1975 | 1.324.000    | 128,6%                            |
| 1980 | 2.562.000    | 93,5%                             |
| 1985 | 3.031.000    | 18,3%                             |
| 1990 | 5.323.000    | 75,6%                             |
| 1995 | 7.137.000    | 34,1%                             |
| 2000 | 7.691.399    | 7,8%                              |
| 2005 | 8.942.408    | 7.4%                              |